# Contea di Scioto
La contea di Scioto (in inglese Scioto County) è una contea dello Stato dell'Ohio, negli Stati Uniti. La popolazione al censimento del 2000 era di 79 195 abitanti. Il capoluogo di contea è Portsmouth.